# Église de la Transfiguration de Piatigorsk
L'église de la Transfiguration-du-Seigneur (Храм Преображения Господня) est l'église catholique de la ville de Piatigorsk (kraï de Stavropol) dans le sud de la Russie. Elle dépend du diocèse de Saratov et se trouve au n°1 de la rue Anissimov.
D'architecture néoclassique, elle est inscrite à la liste du patrimoine culturel. 

## Histoire
Piatigorsk comptait environ un millier d'habitants dans les années 1830, dont la moitié de catholiques qui étaient presque tous des assignés à résidence polonais, envoyés en exil à Piatigorsk après l'insurrection polonaise de 1830. Lorsque l'empereur Nicolas Ier se rend dans le Caucase et dans cette station thermale en 1837, il accorde la permission d'y faire construire une église pour les catholiques de la ville. Après la réunion de fonds, elle est bâtie de 1840 à 1844, selon les dessins des frères Giuseppe et Giovanni-Battista Bernardazzi, membres de cette fameuse dynastie d'architectes, et auteurs de nombreux monuments architecturaux dans le Caucase. Les frères Bernardazzi ne peuvent mener la construction à son terme, l'église est terminée par Samuel Upton, d'origine anglaise.
La cérémonie de dédicace de l'église de la Transfiguration se tient le 6 août 1844. Elle devient à l'époque l'église catholique la plus importante du doyenné du Caucase du Nord du diocèse de Tiraspol (dont le siège est à Saratov). Il y avait 1 738 paroissiens à la veille de la Première Guerre mondiale. Après la révolution de 1917, le bolchévisme athée persécute les religions. Le culte, malgré des vagues de répression organisée par les autorités, continue tant bien que mal jusqu'en 1937. Mais en janvier 1938, au plus fort de la répression stalinienne, le curé Johann Roth est fusillé et l'église fermée. 
Jusqu'en 1980, l'édifice sert d'entrepôt ou d'atelier. Il est restauré par les autorités municipales en 1980 qui le transforment en salle de concerts d'orgue.
Lorsque les relations avec les religions se normalisent dans les années 1990, après la chute du communisme, la paroisse catholique est enregistrée officiellement en 1992 et des travaux de restauration ont lieu. L'église sert toujours de salle de concert de l'orchestre philharmonique et en même temps est ouverte pour des cérémonies liturgiques. Cette situation cesse en 2005, lorsque l'église est entièrement rendue à l'Église catholique.
Aujourd'hui l'église est desservie par un prêtre de la congrégation des oblats de Marie-Immaculée.

## Illustrations

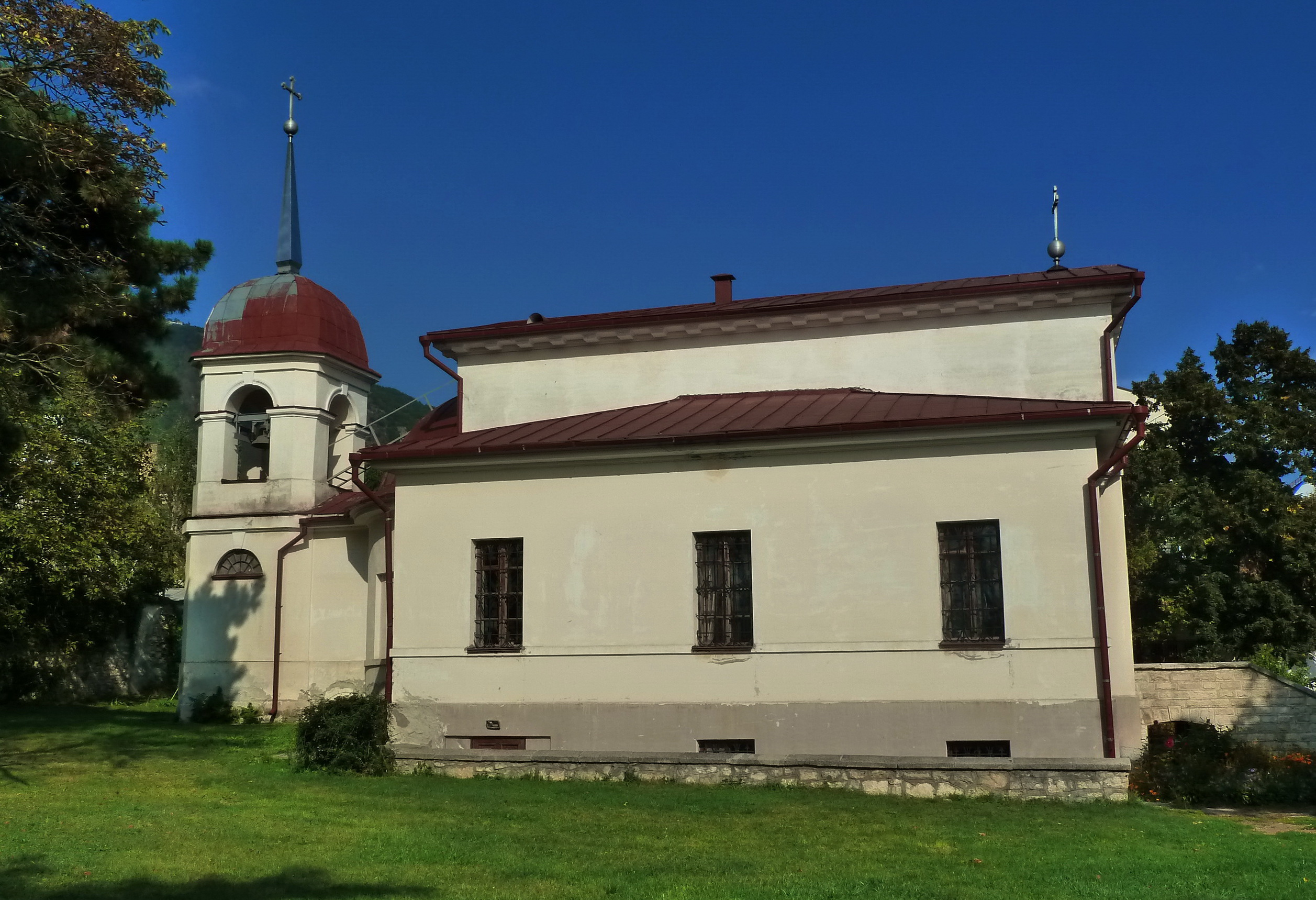
Vue de côté
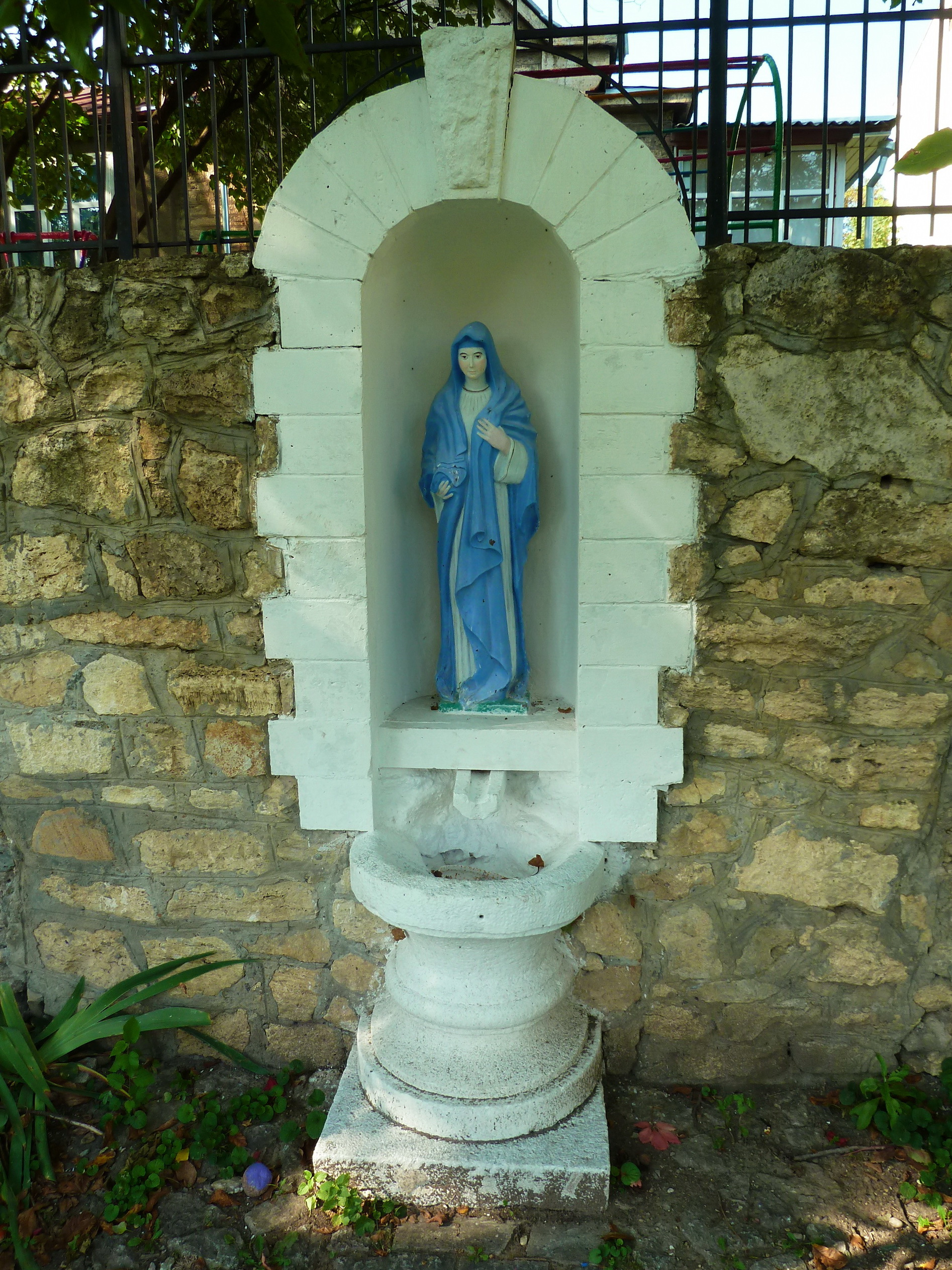
Statuette de la Vierge au-dessus de la source
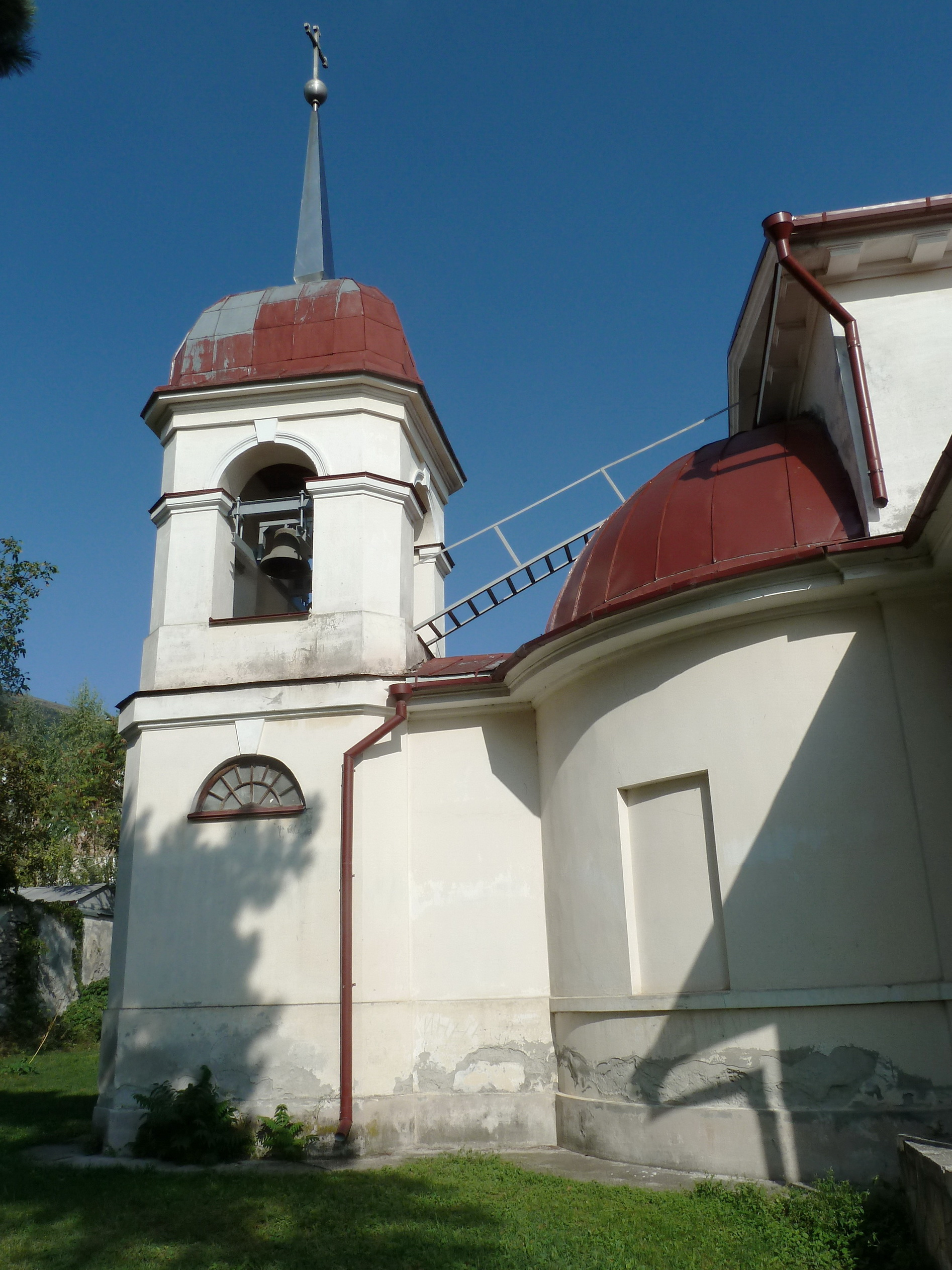
Le clocher

## Source
- (ru) Cet article est partiellement ou en totalité issu de l’article de Wikipédia en russe intitulé « Храм Преображения Господня (Пятигорск) » (voir la liste des auteurs).